# Lisi Vrăh, Șumen
Lisi Vrăh (în bulgară Лиси Връх) este un sat în comuna Kaolinovo, regiunea Șumen,  Bulgaria. 

## Demografie
Componența etnică a satului Lisi Vrăh
     Bulgari (71,42%)
     Romi (16,32%)
     Nicio identificare (12,24%)
     Altele (0%)
La recensământul din 2011, populația satului Lisi Vrăh era de 49 locuitori. Din punct de vedere etnic, majoritatea locuitorilor (71,42%) erau bulgari, cu o minoritate de romi (16,32%). Pentru 12,24% din locuitori nu este cunoscută apartenența etnică.